# Bloody Wolf
Bloody Wolf (ならず者戦闘部隊ブラッディウルフ, Narazumono Sentō Butai Bloody Wolf, "Rogue Combat Squad: Bloody Wolf"), lanzado en Europa como Battle Rangers, es un juego de arcade run and gun lanzado por Data East en 1988. Dos comandos se enfrentarán a un ejército con muchas armas, y vencerán a los jefes para avanzar por los niveles.

## Trama
Snake y Eagle, dos comandos de las fuerzas especiales Bloody Wolf, reciben instrucciones de su comandante para destruir la base de armas del enemigo, y rescatar a todos los aliados que han sido reportados como desaparecidos en acción, y al presidente. En la versión europea, su comandante es un secretario de estado, y las instrucciones son simplemente «salvar a la nación de la crisis urgente».
Al final, el coronel le dice a los protagonistas que su próxima misión es rescatar al presidente nuevamente; sin embargo, tras haber decidido «festejar esta noche», los hombres rechazan la misión y abandonan al coronel.

## Jugabilidad
El juego tiene una vista lateral y emplea un método de ataque multidireccional similar a otros juegos de arcade del género run and gun, incluyendo a Guerilla War, Ikari Warriors, Mercs y el Heavy Barrel del propio Data East.
Admitiendo hasta dos jugadores en simultáneo, una vez que los jugadores hayan creado su propio nombre clave usando hasta tres iniciales, recibirán un breve resumen de la misión antes de comenzar. Los jugadores comienzan el juego automáticamente con una ametralladora con munición infinita y un cuchillo que se usa exclusivamente para el combate cercano. Los niveles de las misiones están separados en «escenas» y usualmente consisten de uno o más jugadores corriendo por varios terrenos, atacando hordas de soldados enemigos hasta llegar al final del nivel para luchar contra un jefe. Los jugadores tienen la opción de rescatar a varios rehenes esparcidos por los niveles para obtener armas o ítems nuevos.

## Ports
El juego fue porteado a PC Engine (conocido como TurboGrafx-16 en Norteamérica) por Data East en 1989, y distribuido un año después en EE. UU. por NEC. La versión de PC Engine/TurboGrafx-16 retiene gran parte de los mismos elementos de jugabilidad, diseños de niveles, enemigos e ítems de la versión de arcade.
Diferencias entre versiones
- Nombre del jugador: Ambas versiones permiten a los jugadores crear sus propios nombres clave. Sin embargo, los nombres clave de los dos comandos en la versión de PC Engine/TurboGrafx-16 por defecto son Eagle y Snake, respectivamente.
- Número de jugadores: La versión de arcade admite hasta dos jugadores a la vez, mientras que su contraparte de PC Engine/TurboGrafx-16 ofrece únicamente un modo de un jugador con la opción de jugar como Snake o Eagle.
- Niveles: La versión de PC Engine/TurboGrafx-16 contiene un nivel adicional, llegando a un total de ocho.
- Objetivos de las misiones: El resumen de la misión en el port de PC Engine/TurboGrafx-16 difiere levemente al intentar proporcionar cierto trasfondo y cambiando el escenario. El jugador recibe la información de que el enemigo ha secuestrado al presidente y la misión es rescatarlo.
- Diálogo: La interacción entre el jugador y los rehenes genera mucho más diálogo en la versión de PC Engine/TurboGrafx-16. Existe también una referencia política al comienzo[2]
- Música: Aunque la PC Engine/TurboGrafx-16 haya tenido un sonido más limitado, la música fue mejorada en gran medida para admitir pistas de mayor longitud. «White Sister» de Toto se rehízo con un estilo de juego de arcade y se usó en una de las secuencias de jugabilidad al rescatar a un mercenario.
- Ítems: El «rosario» de la versión de arcade fue renombrado a «pata de conejo de la suerte» en la versión de TurboGrafx-16.
- Diseño de niveles: La versión de PC Engine/TurboGrafx-16 contiene niveles más grandes.

## Recepción
El juego fue reseñado en 1990 en la revista número 164 de Dragon por Patricia Hartley y Kirk Lesser en la columna de «El rol de las computadoras». Le dieron 3 estrellas de 5.

## Reseñas
- Computer and Video Games (diciembre de 1989)[4]
- TurboPlay (agosto de 1990)[5]
- Electronic Gaming Monthly (EGM) (julio de 1990)
- Power Play (noviembre de 1989)[6]
- The Games Machine (enero de 1990)[7]
- ASM (Aktueller Software Markt) (octubre de 1989)[8]
- Sinclair User (junio de 1989)[9]